# Länsväg 283
De Zweedse weg 283 (Zweeds: Länsväg 283) is een provinciale weg in de provincie Stockholms län in Zweden en is circa 30 kilometer lang.

## Plaatsen langs de weg
- Söderby-Karl
- Väddö
- Grisslehamn

## Knooppunten
- Riksväg 76 bij Söderby-Karl (begin)